# Bahraini Premier League 2023/24
Die Bahraini Premier League 2023/24 war die 67. Spielzeit der höchsten bahrainischen Fußballliga seit ihrer Gründung 1956. Die Liga wurde von der Bahrain Football Association organisiert. Es nahmen zwölf Mannschaften an dem Wettbewerb teil. Die Saison begann am 22. September 2023. Titelverteidiger war der Al-Khaldiya SC.

## Teilnehmer
| Verein          | Beheimatet in |
| --------------- | ------------- |
| al-Ahli         | Manama        |
| Al-Riffa SC     | Riffa         |
| Al-Khaldiya SC  | Hamad Town    |
| East Riffa Club | Riffa         |
| Muharraq Club   | al-Muharraq   |
| al-Najma Club   | Manama (N)    |
| Sitra Club      | Sitra         |
| al-Hala         | al-Muharraq   |
| Manama Club     | Manama        |
| Al-Hidd SCC     | Al-Hidd       |
| Al-Shabab       | Manama        |
| Busaiteen Club  | Busaiteen (N) |

## Tabelle
| Pl.                   | Verein             | Sp. | S  | U  | N  | Tore    | Diff. | Punkte |
| --------------------- | ------------------ | --- | -- | -- | -- | ------- | ----- | ------ |
| 1.                    | Al-Khaldiya SC (M) | 22  | 12 | 8  | 2  | 045:180 | +27   | 44     |
| 2.                    | Al-Riffa SC        | 22  | 10 | 7  | 5  | 035:260 | +9    | 37     |
| 3.                    | Muharraq Club      | 22  | 9  | 10 | 3  | 040:280 | +12   | 37     |
| 4.                    | al-Ahli            | 22  | 9  | 6  | 7  | 032:300 | +2    | 33     |
| 5.                    | Manama Club        | 22  | 9  | 6  | 7  | 028:260 | +2    | 33     |
| 6.                    | al-Najma Club (N)  | 22  | 7  | 6  | 9  | 040:420 | −2    | 27     |
| 7.                    | Al-Shabab          | 22  | 7  | 6  | 9  | 028:330 | −5    | 27     |
| 8.                    | Sitra Club         | 22  | 5  | 11 | 6  | 029:330 | −4    | 26     |
| 9.                    | Al-Hidd SCC        | 22  | 6  | 8  | 8  | 029:330 | −4    | 26     |
| 10.                   | East Riffa Club    | 22  | 6  | 8  | 8  | 027:290 | −2    | 26     |
| 11.                   | al-Hala            | 22  | 6  | 2  | 14 | 017:410 | −24   | 20     |
| 12.                   | Busaiteen Club (N) | 22  | 4  | 6  | 12 | 026:370 | −11   | 18     |
| Stand: 3. Januar 2024 |                    |     |    |    |    |         |       |        |

| Zum Saisonende 2023/24:                                                                                                |
| Bahrainischer Meister und Qualifikation zur AFC Champions League Two Relegation Abstieg in die Bahrain Second Division |

| Zum Saisonende 2022/23: |                                                                                    |
| (M)                     | Amtierender Meister: Al-Khaldiya SC                                                |
| (N)                     | Aufsteiger aus der Bahraini Second Division 2022/23: al-Najma Club, Busaiteen Club |

## Torschützenliste
Stand: Saisonende 2023/24
| Platz | Spieler                  | Mannschaft      | Tore |
| ----- | ------------------------ | --------------- | ---- |
| 1.    | Juninho                  | al-Najma Club   | 20   |
| 2.    | Amir Roustaei            | Sitra Club      | 12   |
| 3.    | Romeu                    | Al-Shabab       | 10   |
| 4.    | Komail Al Aswad          | Al-Riffa SC     | 9    |
| 4.    | Thiago Augusto Fernandes | East Riffa Club | 9    |
| 4.    | Jacques Medina Thémopolé | Al-Hidd SCC     | 9    |
| 7.    | Husain Abdulkarim        | Muharraq Club   | 8    |
| 7.    | Abdullah Al Hashash      | al-Ahli         | 8    |
| 7.    | Ibrahim Al Khatal        | Manama Club     | 8    |
| 7.    | Dominique Mendy          | Al-Khaldiya SC  | 8    |
| 7.    | Facundo Tobares          | Manama Club     | 8    |
| 12.   | Mohamed Al Romaihi       | al-Najma Club   | 7    |
| 12.   | Mahdi Abduljabbar        | Al-Khaldiya SC  | 7    |
| 14.   | Abd Al Wasea Al Mutairi  | Sitra Club      | 6    |
| 14.   | Firas Chaouat            | Muharraq Club   | 6    |
| 14.   | Samy Frioui              | Al-Khaldiya SC  | 6    |
| 14.   | Jacó                     | Al-Shabab       | 6    |

## Relegation

### Teilnehmer
| Mannschaft      | Platzierung 2023/24                 |
| --------------- | ----------------------------------- |
| Al-Hidd SCC     | 9. Platz – Bahraini Premier League  |
| East Riffa Club | 10. Platz – Bahraini Premier League |
| Malkiya Club    | 3. Platz – Bahraini Second Division |
| al-Ittihad      | 4. Platz – Bahraini Second Division |

### Tabelle
| Pl. | Verein          | Sp. | S | U | N | Tore    | Diff. | Punkte |
| --- | --------------- | --- | - | - | - | ------- | ----- | ------ |
| 1.  | Malkiya Club    | 3   | 2 | 1 | 0 | 008:400 | +4    | 07     |
| 2.  | East Riffa Club | 3   | 2 | 1 | 0 | 006:300 | +3    | 07     |
| 3.  | Al-Hidd SCC     | 3   | 1 | 0 | 2 | 004:600 | −2    | 03     |
| 4.  | al-Ittihad      | 3   | 0 | 0 | 3 | 002:700 | −5    | 0      |

### Spiele
| Datum        |                 | Ergebnis |                 |
| ------------ | --------------- | -------- | --------------- |
| 23. Mai 2024 | Al-Hidd SCC     | 2:1      | al-Ittihad      |
| 23. Mai 2024 | East Riffa Club | 2:2      | Malkiya Club    |
| 27. Mai 2024 | East Riffa Club | 2:1      | Al-Hidd SCC     |
| 23. Mai 2024 | Malkiya Club    | 3:1      | al-Ittihad      |
| 31. Mai 2024 | Al-Hidd SCC     | 1:3      | Malkiya Club    |
| 23. Mai 2024 | al-Ittihad      | 0:2      | East Riffa Club |

- Malkiya Club steigt in die erste Liga auf
- East Riffa Club verbleibt in der ersten Liga
- Al-Hidd SCC steigt in die zweite Liga ab
- al-Ittihad verbleibt in der zweiten Liga